# Bykle
Bykle és un municipi situat al comtat d'Agder, Noruega. Té 945 habitants (2016) i té una superfície de 1.467 km². El centre administratiu del municipi és el poble homònim.